# Santa Croce di Magliano
Santa Croce di Magliano es una localidad y comune italiana de la provincia de Campobasso, región de Molise, con 4.831 habitantes.

## Evolución demográfica
| Gráfica de evolución demográfica de Santa Croce di Magliano entre 1861 y 2001 |
|                                                                               |
| Fuente ISTAT - elaboración gráfica de Wikipedia                               |